# Накля
Накля (пол. Nakla, нім. Nakel) — село в Польщі, у гміні Пархово Битівського повіту Поморського воєводства.
Населення — 641 особа (2011).
У 1975-1998 роках село належало до Слупського воєводства.

## Демографія
Демографічна структура станом на 31 березня 2011 року:
|          | Загалом | Допрацездатний вік | Працездатний вік | Постпрацездатний вік |
| -------- | ------- | ------------------ | ---------------- | -------------------- |
| Чоловіки | 338     | 87                 | 223              | 28                   |
| Жінки    | 303     | 75                 | 179              | 49                   |
| Разом    | 641     | 162                | 402              | 77                   |